# Балцешти (Прахова)
Балцешти (рум. Bălțești) насеље је у Румунији у округу Прахова у општини Балцешти. Oпштина се налази на надморској висини од 219 m.

## Становништво
Према подацима из 2011. године у насељу је живело 1361 становника.